# Société Quarnero
De Société Quarnero is een tussen 1884 en 1890 opgetrokken vakantiecomplex aan de Oostenrijkse kust.

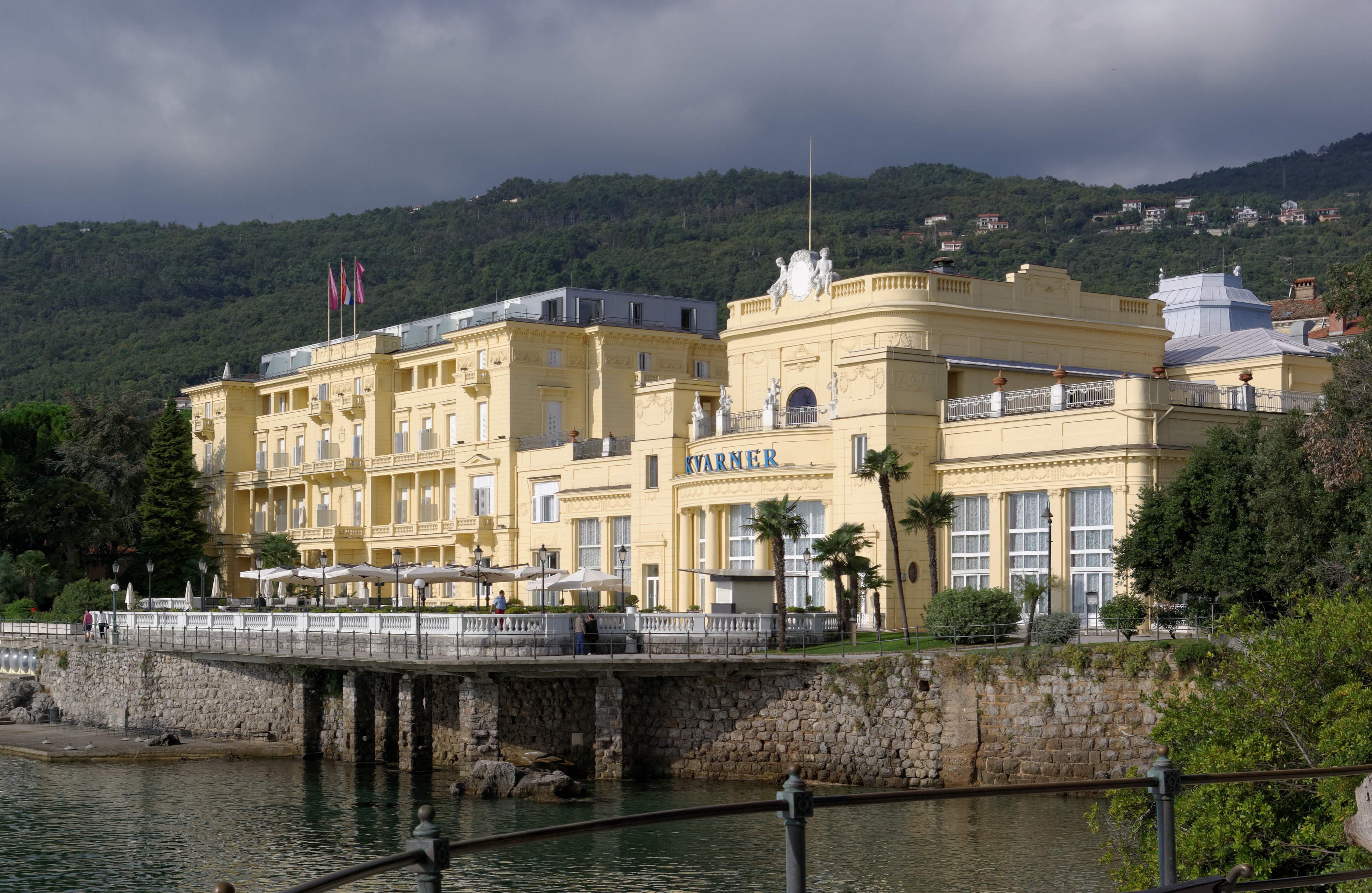
Hotel Kvarner in 2005

In 1898 sloot de Compagnie Internationale des Grands Hôtels (CIGH) een pachtovereenkomst met de Société Quarnero in Abbazia (Opatija) voor het vakantiecomplex aan de Adriatische Zee. Hotel Quarnero was in 1884 het eerste gebouw op het terrein en is gebouwd door de Oostenrijkse Südbahn. In eerste instantie was het bedoeld als sanatorium maar het ontwikkelde zich tot vakantiebestemming voor de beter gesitueerden. Het complex werd al in 1885 uitgebreid met een tweede hotel, Prinzessin Stephanie, genoemd naar Kroonprinses Stephanie en in 1890 met enkele villas die als pension dienden. De "Curanstalten Abbazia" werden door de CIGH aangeprezen als badplaats en overwinteringsoord. Inmiddels heeft Oostenrijk geen kust meer en ligt Abbazia (Opatija) in Kroatië. De hotels bestaan nog steeds, Hotel Quarnero heet tegenwoordig Hotel Kvarner en Hotel Prinzessin Stephanie heet nu Hotel Imperial.    